# Pygopleurus foina
Pygopleurus foina es una especie de coleóptero de la familia Glaphyridae.

## Distribución geográfica
Habita en Creta, Rhodes, Asia.